# Mokoswane
Mokoswane est une ville du Botswana.